# Blood Predator
Pour plus de détails, voir Fiche technique et Distribution.
Blood Predator est un film d'horreur et de science-fiction américain, écrit et réalisé par Paul Gagné. Il met en vedettes dans les rôles principaux Dale Anderson, Rayne Aspengren et Jared Cohn.

## Synopsis
Durant une tempête de neige, un jet privé s’écrase dans les montagnes de la Sierra. Sept survivants se retrouvent bloqués dans cette région montagneuse, enneigée et inhabitée. Sans équipe de secours en vue, le groupe décide de rechercher l’épave de l’avion, dans l’espoir de réparer la radio et d’appeler à l’aide. Ils se réfugient dans une vieille cabane abandonnée, mais une créature extraterrestre prédatrice mortelle réside dans le sous-sol de la cabane. La bête se multiplie rapidement, et le groupe est terrorisé par des bêtes extraterrestres à la langue barbelée, qui sont capables de tirer leurs victimes dans leurs dents tranchantes comme un rasoir pour déchiqueter la chair humaine. Mais les survivants ne se laisseront pas dévorer sans se battre,.

## Distribution
- Dale Anderson : Pilote
- Rayne Aspengren : Barb
- Jared Cohn : Zak
- Bill Devlin : John
- Mary Dignan : Jennifer
- Paul Gagné : Rider
- Mark Irvingsen : Tom Pratt
- Jackie Joyner : Caren
- Merry Simkins : Sandy[1]

## Production
Le tournage a eu lieu à Mammoth Lakes, en Californie, aux États-Unis. Le film est sorti le 5 janvier 2007 aux États-Unis, son pays d’origine.